# Stadio Rođeni
Lo stadio Rođeni (in bosniaco Stadion Rođeni), precedentemente stadio Vrapčići, è uno stadio calcistico situato a Mostar.
Costruito nel 1995, è lo stadio casalingo del Velež Mostar.

## Storia
Inaugurato il 25 novembre 1995, divenne terreno di gioco del Velež Mostar in sostituzione dello storico Stadio pod Bijelim Brijegom. In concomitanza del ritorno della squadra casalinga in Premijer Liga, fu ingrandito per la prima volta nel 2006 con la costruzione della tribuna nord e della tribuna est.
Nel 2017 presero vita ulteriori lavori di ampliamento, come la costruzione della tribuna ovest.
L'8 agosto 2020, durante il derby contro il Zrinjski Mostar, si è tenuta per la prima volta una partita illuminata dai riflettori, il quale costo di installazione è stato circa di un milione di marchi.